# Martindale

Lissajousova křivka, teoretický základ vynálezu Martindaleova přístroje

Martindale je nejpoužívanější metoda k testování odolnosti (pevnosti) textilií proti oděru. Konstrukci vynalezl anglický barvíř a kolorista Martindale na začátku 20. století, při čemž vycházel z teorie Lissajousovy křivky. První praktické použití přístroje je známé z roku 1942.

## Princip testování
Mezinárodní norma pro test Martindale ISO 12947-1:1998 + Cor.1:2002 se zakládá na americké normě ASTM D4966-98 z roku 1998. 
Při testu se otáčí normovaný plstěný kotouč pod určitým tlakem na povrchu textilie tak dlouho, až se přetrhnou první dvě niti zkoušené tkaniny nebo (u pletenin) se ve vzorku prodře díra. Přístroj registruje v okamžiku dosažení tohoto stavu počet cyklů (oděrů) kotouče. Tímto číselným výrazem se dá u dané textilie objektivně posoudit pevnost v oděru. 

## Klasifikace
Mezinárodní normy popisují zkušební metodu, neudávají však závazně kvalitativní zařazení zkoušených vzorků. V některých státech se k tomu účelu vydávají klasifikační tabulky pro určité skupiny výrobků, např. pro čalounické tkaniny.  V odborné literatuře se udává pro tkaniny nebo pleteniny jako minimum odolnost 3000 martindale (=oděrů) a výsledek 40 000 martindale se považuje za velmi dobrou pevnost v oděru.

## Zkoušky žmolkovitosti
Martindale-test se používá také pro posouzení žmolkovitosti textilií. (ISO 12945-2) Provádí se na stejném přístroji jako zkoušky oděru, jen s tím rozdílem, že plstěný kotouč se nezatěžuje závažím. Hodnocení obvykle sestává z přirovnání s fotografovanými etalony a zařazení vzorku do jedné z 5 tříd (podle BS 5811 z roku 1986). 

## Alternativy testování odolnosti proti oděru

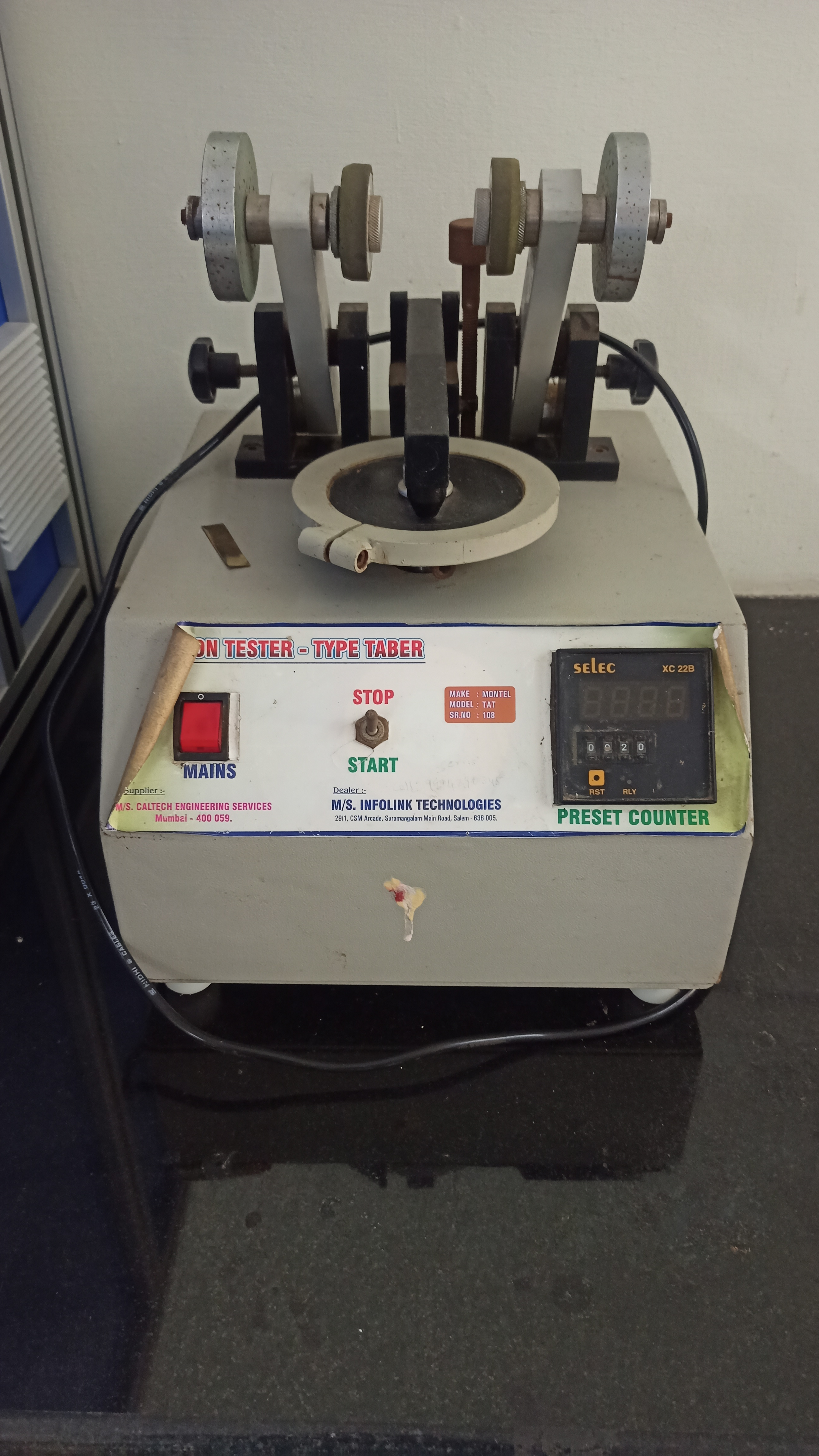
Taber tester (2021)

- Taber Abrader, česky: rotační  oděrač. Princip: Měřený materiál se odírá rotačním pohybem o odírací materiál. Měří se počet otáček, při kterých došlo k poškození vzorku. Přístroj se používá k testování mnoha druhů materiálů.[6]
- Accelerator abrasion tester, česky: komorový oděrač. Princip: Komora obložená brusným materiálem, o který se odírá vzorek unášený vrtulkou. Měří se úbytek hmotnosti vzorku.[7]